# Prionops alberti
El prionopo crestigualdo (Prionops alberti) es una especie de ave en la familia Prionopidae, anteriormente ubicado en la familia Malaconotidae.

## Distribución y hábitat
Es endémico de la República Democrática del Congo. Su hábitat son los bosques montanos húmedos subtropicales o tropicales. Se encuentra amenazado por pérdida de hábitat.